# Дода (округ)
До́да (англ. Doda) — округ в индийской союзной территории Джамму и Кашмир, в регионе Джамму. Административный центр — город Дода. По данным всеиндийской переписи 2001 года население округа составляло 691 929 человек, в том числе мусульмане 400 765 (58 %), индуисты 286 849, сикхи 1942.

## Административное деление
Округ разделён на следующие техсилы:
- Банихай техсил
- Бхадервах техсил
- Дода техсил
- Гандох техсил
- Тхатхри техсил

Округ состоит из 8 блоков: Ассар, Бхадервах, Бхалесса, Бхагва, Дода (Гхат), Гундана, Мармат и Тхатри. В каждом блоке несколько панчаятов.

## Политика
В Дода два окружных собрания: Бхадервах и Дода.